# فیلتر کیک

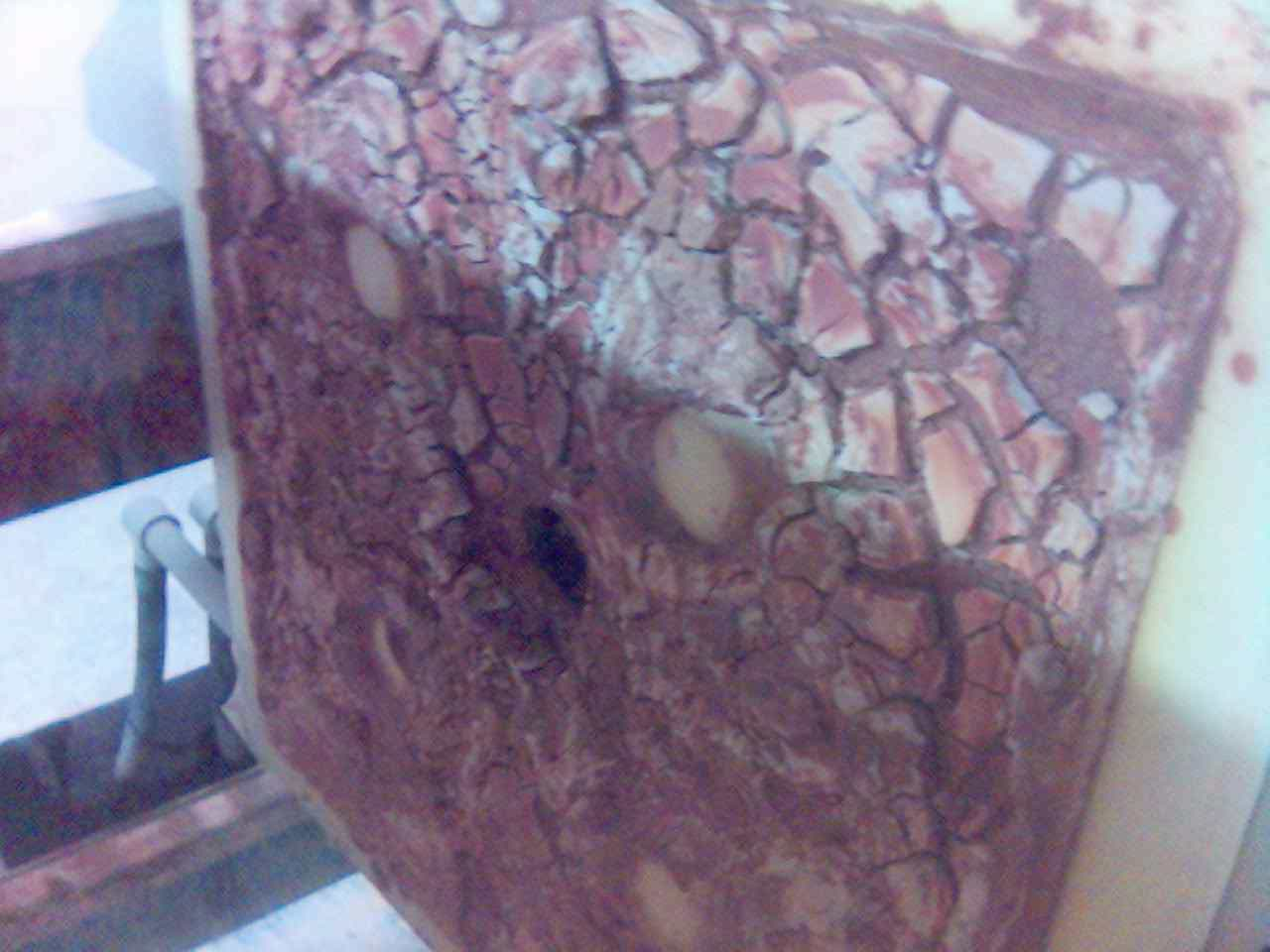
فیلتر کیک ایجاد شده پشت غشاء یک فیلتر

فیلتر کیک(به انگلیسی: Filter cake) در اصطلاح مهندسی شیمی به مواد تجمع یافته در پشت غشاء فیلترها در فرآیند فیلتراسیون گفته می‌شود. این مواد باید به طور مداوم و در فواصل زمانی معین از فیلترها زدوده شود در غیر این صورت مقاومت ایجاد شده در مسیر خلل و فرج فیلتر می‌تواند در عملکرد آن اخلال ایجاد کند. البته در برخی از روش‌های فیلتراسیون مانند فیلتر خلا با استوانه دوار کیک ایجاد شده به طور مداوم از دستگاه زدوده شده و نیاز به تمیزکاری وجود ندارد.